# تاشد خونسو
تاشد خونسو أو تاشد خونس، هي ملكة مصرية قديمة غير حاكمة أو زوجة ملك عاشت خلال عهد الأسرة الثانية والعشرين، وهي زوجة الملك أوسركون الأول (وسيركن الأول) و أم الملك تاكيلوت الأول (تاكرت الأول).

## التعرف عليها
الملكة تاشد خونسو معروفة بشكل أساسي من لوحة باسنحور أو حورباسن في قراءات قديمة للاسم القائد العسكري والكاهن الأعظم للإله حرشف في مدينة إهناسيا أثناء حكم الملك ششنق الرابع والموجودة حالياً في متحف اللوفر، وهي الخاصة بالعجل حابي (أبيس كما سماه الإغريق) وتذكر أسلاف باسنحور، ويذكر «ابن الملك أوسركون - الأول - والأم الإلهية تاشد خونسو».
كما تم العثور على أوشابتي منقوش باسم الملكة تاشد خونسو في مقبر الملك تاكيلوت الثاني الذي كان من أحفاد أحفادها.